# Registro de penados y rebeldes
Registro de penados y rebeldes es el nombre del cuarto trabajo del grupo sevillano Narco. Fue lanzado a finales del año 2002, y fue el último álbum de la banda hasta su regreso en 2010 con Alita de mosca.

## Canciones
| N.º | Título                                | Duración |  |
| 1.  | «Masacre en la mierda-ciudad»         |          |  |
| 2.  | «El atraco»                           |          |  |
| 3.  | «Multivicios»                         |          |  |
| 4.  | «Si 2, eran 2»                        |          |  |
| 5.  | «Perros malos»                        |          |  |
| 6.  | «Otro altercado»                      |          |  |
| 7.  | «Sr.Rayone»                           |          |  |
| 8.  | «Madre»                               |          |  |
| 9.  | «Somos el grito»                      |          |  |
| 10. | «Colegas narcos»                      |          |  |
| 11. | «Control»                             |          |  |
| 12. | «Ateo (No me sonrió el señor)»        |          |  |
| 13. | «Ha escapado»                         |          |  |
| 14. | «Seco en un saco»                     |          |  |
| 15. | «Y tu madre está tan orgullosa de ti» |          |  |
| 16. | «Keta-cuestes»                        |          |  |

- Datos: Q6104111